# Husqvarna 125 WR
La 125 WR est une moto de la gamme enduro du constructeur suédois Husqvarna. Elle est homologuée pour rouler sur la route avec un permis A, A1 ou en passant une formation adaptée deux ans après avoir obtenu le permis B. Cependant pour être homologuée en permis A1 ou avec la formation du permis B, sa puissance ne doit pas dépasser 11 kW (15 ch), la version libre atteint les 29 ch,.